# Teoría evolutiva de juegos

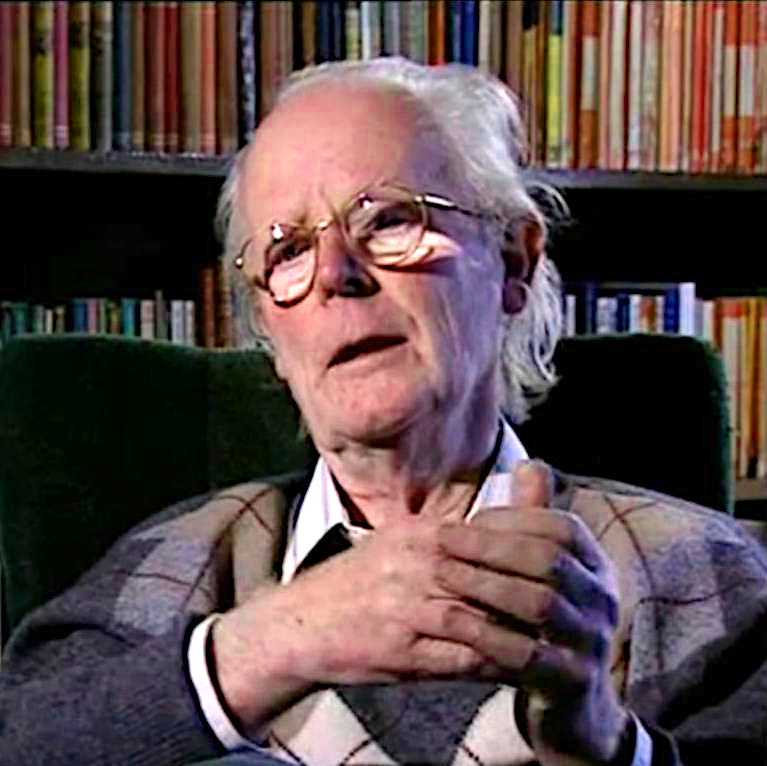
El biólogo matemático John Maynard Smith modeló los juegos evolutivos.

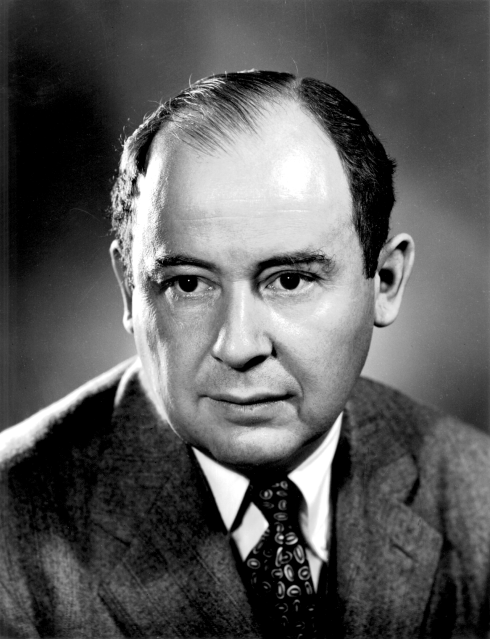
John von Neumann. Los Alamos

La teoría evolutiva de juegos (en inglés: evolutionary game theory, EGT) es la aplicación de modelos inspirados en genética de la población de cambios de la frecuencia genética en poblaciones a la teoría de juegos. Difiere de la teoría de juegos clásica en que se concentra en las dinámicas de la estrategia en lugar de sus  equilibrios. A pesar de su nombre, la teoría evolutiva de juegos se aplica más en economía que en biología. A su vez, ha despertado el interés de sociólogos, antropólogos y filósofos.
La metodología habitual para estudiar las dinámicas evolutivas en un juego es a través de las ecuaciones de replicador. Las ecuaciones de replicador asumen población infinita, tiempo continuo y mezcla completa. Los atractores de las ecuaciones son equivalentes con los estados evolutivamente estables.
La teoría de juegos evolutiva ha ayudado a explicar la base de conductas altruistas en la evolución darwinista.

## Historia

### Teoría de juegos clásica
La teoría de juegos no cooperativos clásica fue concebida por el genial matemático austriaco John von Neumann para determinar las estrategias óptimas en las competiciones entre adversarios. Un juego en sentido amplio involucra jugadores, todos los cuales tienen una opción de movimientos. Los juegos pueden ser de una ronda o repetitivos. El enfoque que un jugador toma al hacer sus movimientos constituye su estrategia. Las reglas rigen el resultado de los movimientos realizados por los jugadores, y los resultados producen pagos para los jugadores; las reglas y los pagos resultantes se pueden expresar como árboles de decisión o en una matriz de pagos. La teoría clásica requiere que los jugadores tomen decisiones racionales. Cada jugador debe considerar el análisis estratégico que están haciendo sus oponentes para hacer su propia elección de movimientos.

### El problema del comportamiento ritualizado
La teoría de juegos evolutiva comenzó con el problema de cómo explicar el comportamiento animal ritualizado en una situación de conflicto; "¿Por qué los animales son tan 'caballerosos' en competiciones por recursos?" Los principales etólogos Niko Tinbergen y Konrad Lorenz propusieron que tal comportamiento existe para el beneficio de la especie. John Maynard Smith consideró que esto es incompatible con el pensamiento darwinista, donde la selección ocurre a nivel individual, por lo que el interés propio se recompensa mientras que buscar el bien común no. Maynard Smith, un biólogo matemático, recurrió a la teoría de juegos como lo sugirió George Price, aunque los intentos de Richard Lewontin de utilizar la teoría habían fallado.

### Adaptación de la teoría de juegos a juegos evolutivos
Maynard Smith se dio cuenta de que una versión evolutiva de la teoría de juegos no requiere que los jugadores actúen de forma racional, solo que tengan una estrategia. Los resultados de un juego muestran cuán buena fue esa estrategia, al igual que la evolución prueba estrategias alternativas para la capacidad de sobrevivir y reproducirse. En biología, las estrategias son rasgos genéticamente heredados que controlan la acción de un individuo, de forma análoga a los programas informáticos. El éxito de una estrategia está determinado por cuán buena es la estrategia en presencia de estrategias competitivas (incluido ella misma) y de la frecuencia con la que se utilizan esas estrategias. Maynard Smith describió su trabajo en su libro Evolution and the Theory of Games.
Los participantes pretenden producir tantas réplicas de sí mismos como puedan, y la recompensa es en unidades de aptitud (valor relativo para poder reproducirse). Siempre es un juego multijugador con muchos competidores. Las reglas incluyen la dinámica del replicador, en otras palabras, cómo los jugadores más en forma generarán más réplicas de sí mismos en la población y cómo se eliminará el ajuste, en una ecuación de replicador. La dinámica del replicador modela la herencia pero no la mutación, y asume la reproducción asexual en aras de la simplicidad. Los juegos se ejecutan de forma repetitiva sin condiciones de finalización. Los resultados incluyen la dinámica de los cambios en la población, el éxito de las estrategias y cualquier estado de equilibrio alcanzado. A diferencia de la teoría de juegos clásica, los jugadores no eligen su estrategia y no pueden cambiarla: nacen con una estrategia y sus descendientes heredan esa misma estrategia.

## Juegos evolutivos

Diagrama de la teoría de juegos evolutiva

### Modelos
La teoría de juegos evolutiva analiza los mecanismos darwinianos con un modelo de sistema con tres componentes principales: población, juego y dinámica del replicador. El proceso del sistema tiene cuatro fases:
1) El modelo (como evolución en sí) trata con una Población (Pn). La población exhibirá variación entre individuos competidores. En el modelo, esta competencia está representada por el Juego.
2) El juego prueba las estrategias de los individuos bajo las "reglas del juego". Estas reglas producen pagos diferentes, en unidades de Aptitud (la tasa de producción de la descendencia). Los individuos contendientes se reúnen en competencias conjuntas con otros, normalmente en una distribución altamente mixta de la población. La combinación de estrategias en la población afecta los resultados de pago al alterar las probabilidades de que cualquier individuo se reúna en concursos con varias estrategias. Los individuos abandonan el juego en forma de emparejamiento con una aptitud resultante determinada por el resultado del concurso, representado en una Matriz de Pagos.
3) En función de esta aptitud resultante, cada miembro de la población se somete a la replicación o el sacrificio determinado por las matemáticas exactas del Proceso de Dinámica del Replicador. Este proceso general produce un P de Nueva Generación (n + 1). Cada individuo sobreviviente ahora tiene un nuevo nivel de condición física determinado por el resultado del juego.
4) La nueva generación toma el lugar de la anterior y el ciclo se repite. La mezcla de población puede converger a un Estado estable evolutivo que no puede ser invadido por ninguna estrategia de mutantes.
La EGT abarca la evolución darwiniana, que incluye la competencia (el juego), la selección natural (dinámica del replicador) y la herencia. La EGT ha contribuido a la comprensión de la selección grupal, la selección sexual, el altruismo, el cuidado parental, la coevolución y la dinámica ecológica. Muchas situaciones contra-intuitivas en estas áreas se han puesto en una base matemática firme mediante el uso de estos modelos.
La forma común de estudiar la dinámica evolutiva en los juegos es a través de ecuaciones replicantes. Estas muestran la tasa de crecimiento de la proporción de organismos que utilizan una determinada estrategia y esa tasa es igual a la diferencia entre el rendimiento promedio de esa estrategia y el rendimiento promedio de la población en general. Las ecuaciones continuas del replicador suponen poblaciones infinitas, tiempo continuo, mezcla completa y estrategias que se reproducen como verdaderas. Los atractores (puntos fijos estables) de las ecuaciones son equivalentes con estados evolutivamente estables. Una estrategia que puede sobrevivir a todas las estrategias "mutantes" se considera estable evolutivamente. En el contexto del comportamiento animal, esto generalmente significa que tales estrategias están programadas y fuertemente influenciadas por la genética, lo que hace que la estrategia de cualquier jugador u organismo sea determinada por estos factores biológicos.
Los juegos evolutivos son objetos matemáticos con diferentes reglas, pagos y comportamientos matemáticos. Cada "juego" representa diferentes problemas con los que los organismos tienen que lidiar, y las estrategias que podrían adoptar para sobrevivir y reproducirse. Los juegos evolutivos a menudo reciben nombres llamativos que describen la situación general de un juego en particular. Los juegos más representativos incluyen el juego de la gallina, la guerra de desgaste, la caza del ciervo, el cuco, la tragedia de los comunes, y el dilema del prisionero. Las diversas estrategias compiten bajo las reglas del juego en particular, y las matemáticas se usan para determinar los resultados y los comportamientos.

### El juego Halcón - Paloma
El primer juego que Maynard Smith analizó es el clásico juego de la gallina o Halcón - Paloma como lo denominó Smith. Fue concebido para analizar el problema de Lorenz y Tinbergen, un concurso sobre un recurso compartible. Los concursantes pueden ser Halcón o Paloma. Estos son dos subtipos o morfos de una especie con diferentes estrategias. El Halcón primero muestra agresividad, luego se implica en una pelea hasta que gana o se lesiona (pierde). La paloma primero muestra agresividad, pero si se enfrenta con una fuerza mayor escapa por seguridad. Si no se enfrenta a tal escalada, la Paloma intenta compartir el recurso.
La matriz de pagos para el juego es:
|        | Halcón    | Paloma |
| ------ | --------- | ------ |
| Halcón | V/2 - C/2 | V      |
| Paloma | 0         | V/2    |

Dado que al recurso se le da el valor V, el daño por perder una pelea tiene un costo C:
- Si un Halcón se encuentra con una Paloma, obtiene el recurso completo V para sí mismo
- Si un Halcón se encuentra con un Halcón, la mitad de las veces gana, y la mitad pierde ... entonces su resultado promedio es  V / 2 menos C / 2
- Si una Paloma se encuentra con un Halcón, retrocederá y no obtendrá nada - 0
- Si una Paloma se encuentra con una Paloma, ambos comparten el recurso y obtienen V / 2

Sin embargo, la recompensa real depende de la probabilidad de encontrarse con un halcón o una paloma, que a su vez es una representación del porcentaje de halcones y palomas en la población cuando se produce un concurso en particular. Eso a su vez está determinado por los resultados de todos los concursos anteriores. Si el costo de perder C es mayor que el valor de ganar V (la situación normal en el mundo natural), las matemáticas terminan en un ESS, una combinación de las dos estrategias donde la población de halcones es V / C. La población regresa a este punto de equilibrio si algún halcón o paloma nuevos causan una perturbación temporal en la población. La solución del juego explica por qué la mayoría de las competencias de animales implican solo comportamientos de lucha ritual en concursos en lugar de batallas directas. El resultado no depende del buen comportamiento de las especies como lo sugiere Lorenz, sino únicamente de la implicación en las acciones de los llamados genes egoístas.

### Guerra de desgaste
En el juego Halcón - Paloma, el recurso es compartible, lo que da recompensas a reuniones de Palomas en una competencia por parejas. Donde el recurso no se puede compartir, pero un recurso alternativo podría estar disponible retrocediendo e intentándolo en otro lado, las estrategias puras de Halcón o Paloma son menos efectivas. Si un recurso que no se puede compartir se combina con un alto costo de perder una competición (lesión o posible muerte), los pagos de Halcón y Paloma se reducen aún más. Una estrategia más segura de visualización de menor costo, fanfarronear y esperar para ganar, es entonces viable: una estrategia de Farolero. El juego se convierte en uno de costos acumulados, ya sea los costos de mostrar o los costos de un compromiso prolongado sin resolver. Es efectivamente una subasta; el ganador es el concursante que asumirá el mayor costo, mientras que el perdedor obtiene el mismo costo que el ganador, pero no el recurso. La matemática de la teoría de juegos evolutiva resultante conduce a una estrategia óptima de la tempolaridad de la estrategia del farol.
Esto se debe a que en la guerra de desgaste cualquier estrategia que sea inquebrantable y predecible es inestable, porque finalmente será desplazada por una estrategia mutante que depende del hecho de que puede mejorar la estrategia predecible existente invirtiendo un pequeño delta extra de recursos en espera para asegurarse de ganar. Por lo tanto, solo una estrategia aleatoria e impredecible puede mantenerse en una población de Faroleros. 
Los competidores en efecto eligen un costo aceptable en relación con el valor del recurso que se busca, haciendo una oferta aleatoria como parte de una estrategia mixta (una estrategia donde un competidor tiene varias, o incluso muchas, acciones posibles en su estrategia). Esto implementa una distribución de ofertas para un recurso de valor específico V, donde la oferta para cualquier concurso específico se elige al azar de esa distribución. La distribución se puede calcular utilizando el teorema de Bishop-Cannings, que se cumple para cualquier ESS de estrategia mixta. [16] La función de distribución en estos concursos fue determinada por Parker y Thompson como:
{\displaystyle p(x)={\frac {e^{-x/V}}{V}}.}
El resultado es que la población acumulada de abandonadores para cualquier costo particular m en esta solución de "estrategia mixta" es:
{\displaystyle p(m)=1-e^{-m/V},}
Se confirma el sentido intuitivo de que los mayores valores de recursos buscados conducen a mayores tiempos de espera. Esto se observa en la naturaleza, como en las moscas de los excrementos que compiten por los sitios de apareamiento, donde el momento de la separación en los concursos es el que predicen las matemáticas de la teoría evolutiva.

### Comportamiento social

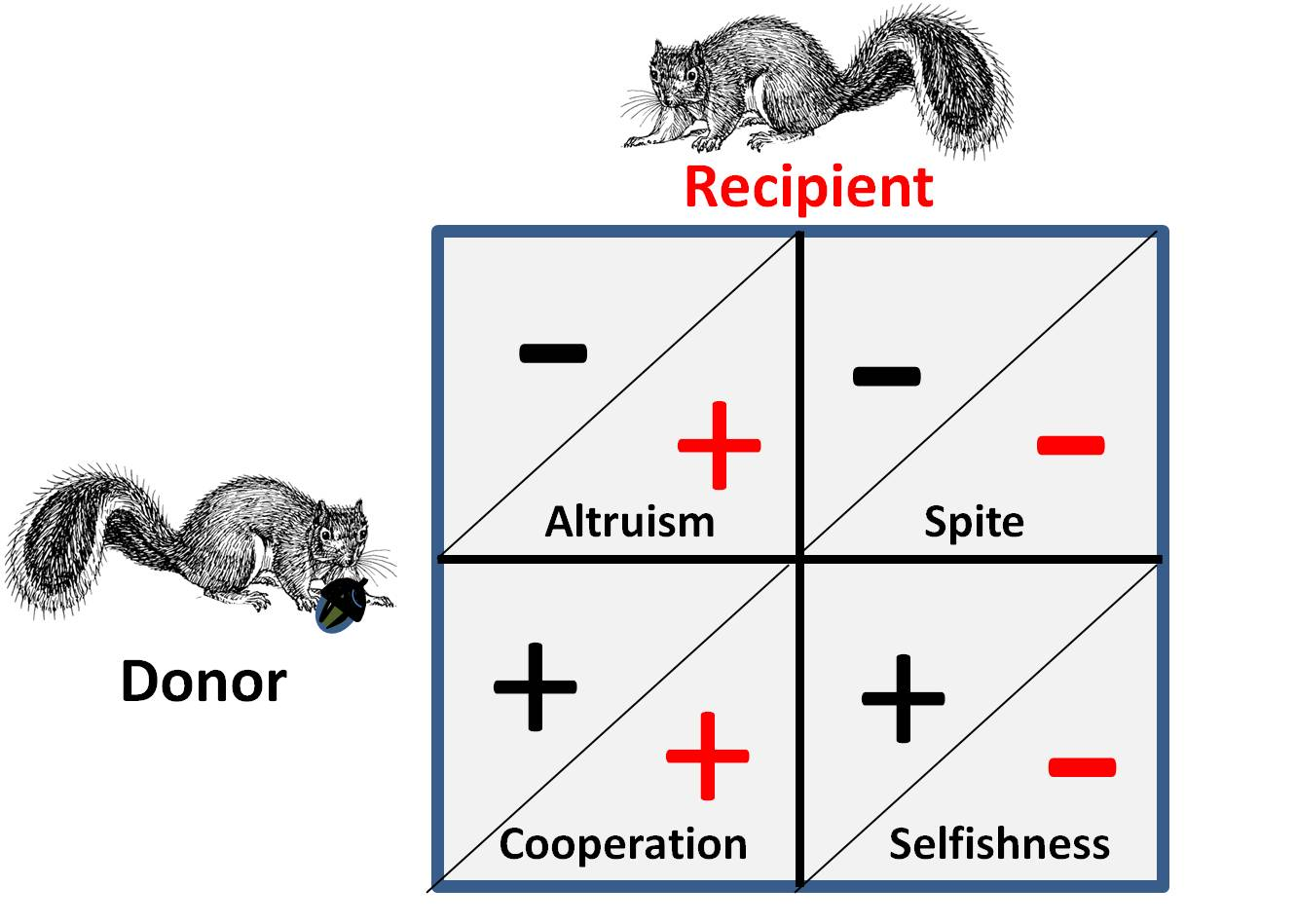
Alternativas para la interacción social teórica de juegos

Juegos como los anteriores representan una competencia pura entre individuos y no tienen elementos sociales concomitantes. Donde se aplican las influencias sociales, los competidores tienen cuatro alternativas posibles para la interacción estratégica. Esto se muestra en la figura adyacente, donde un signo más representa un beneficio y un signo menos representa un costo.
- En una relación cooperativa o mutualista, tanto el "donante" como el "receptor" son casi indistinguibles ya que ambos obtienen un beneficio en el juego al cooperar, es decir, el par se encuentra en una situación de juego donde ambos pueden ganar mediante la ejecución de una determinada estrategia o, alternativamente, ambos deben actuar en concierto debido a algunas limitaciones que los ponen efectivamente "en el mismo barco".
- En una relación altruista, el donante, con un costo para sí mismo, proporciona un beneficio para el receptor. En el caso general, el receptor tendrá una relación de parentesco con el donante y la donación será de una sola vía. Los comportamientos en los que los beneficios se donan alternativamente (en ambas direcciones) a un costo, a menudo se denominan altruistas, pero en el análisis se puede ver que tal "altruismo" surge de estrategias "egoístas" optimizadas.
- El escándalo es esencialmente una forma de altruismo "invertido" en el que se ayuda a un aliado al dañar al (los) competidor (es) del aliado. El caso general es que el aliado está relacionado por parentesco y el beneficio es un entorno competitivo más fácil para el aliado. Nota: George Price, uno de los primeros modeladores matemáticos del altruismo y el rencor, encontró esta equivalencia particularmente inquietante a nivel emocional.[15]

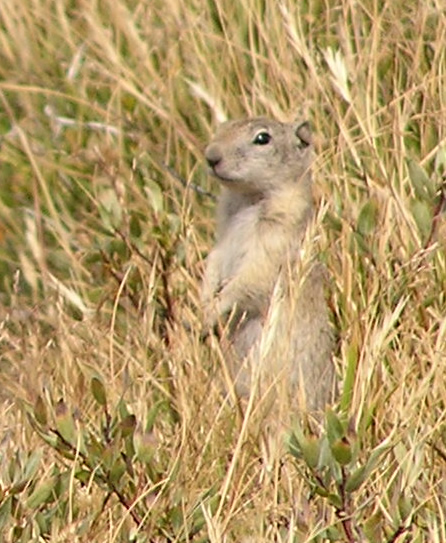
Las ardillas hembras de la tierra de Belding arriesgan sus vidas dando fuertes gritos de alarma, protegiendo a los miembros de colonia femenina estrechamente relacionados; los machos están menos relacionados y no llaman.

- Las ardillas hembras de la tierra de Belding arriesgan sus vidas dando fuertes gritos de alarma, protegiendo a los miembros de colonia femenina estrechamente relacionados; los machos están menos relacionados y no llaman.[16]   El egoísmo es el criterio base de toda elección estratégica desde la perspectiva de la teoría de juegos: las estrategias que no apuntan a la propia vida y la autorreplicación no son eficientes para ningún juego. Sin embargo, críticamente, esta situación se ve afectada por el hecho de que la competencia se lleva a cabo en múltiples niveles, es decir, a nivel genético, individual y grupal.

## Competiciones de genes egoístas
A primera vista, puede parecer que los competidores de los juegos evolutivos son los individuos presentes en cada generación que participan directamente en el juego. Pero los individuos viven solo durante un ciclo de juego, y en cambio son las estrategias las que realmente disputan entre sí durante la duración de estos juegos de muchas generaciones. Así que, en última instancia, son los genes los que desarrollan una competencia completa. Los genes contendientes están presentes en un individuo y en cierto grado en todos los parientes del individuo. Esto a veces puede afectar profundamente las estrategias que sobreviven, especialmente con los temas de cooperación y deserción.
William Hamilton, conocido por su teoría de la selección de parentesco, exploró muchos de estos casos utilizando modelos teóricos de juegos. El tratamiento relacionado con el parentesco de concursos de juegos ayuda a explicar muchos aspectos del comportamiento de los insectos sociales, el comportamiento altruista en las interacciones entre padres e hijos, las conductas de protección mutua y el cuidado cooperativo de la descendencia. Para tales juegos, Hamilton definió una forma extendida de aptitud física inclusiva, que incluye la descendencia de un individuo así como cualquier descendencia equivalente encontrada en parientes.

## Eusocialidad y selección de parentesco

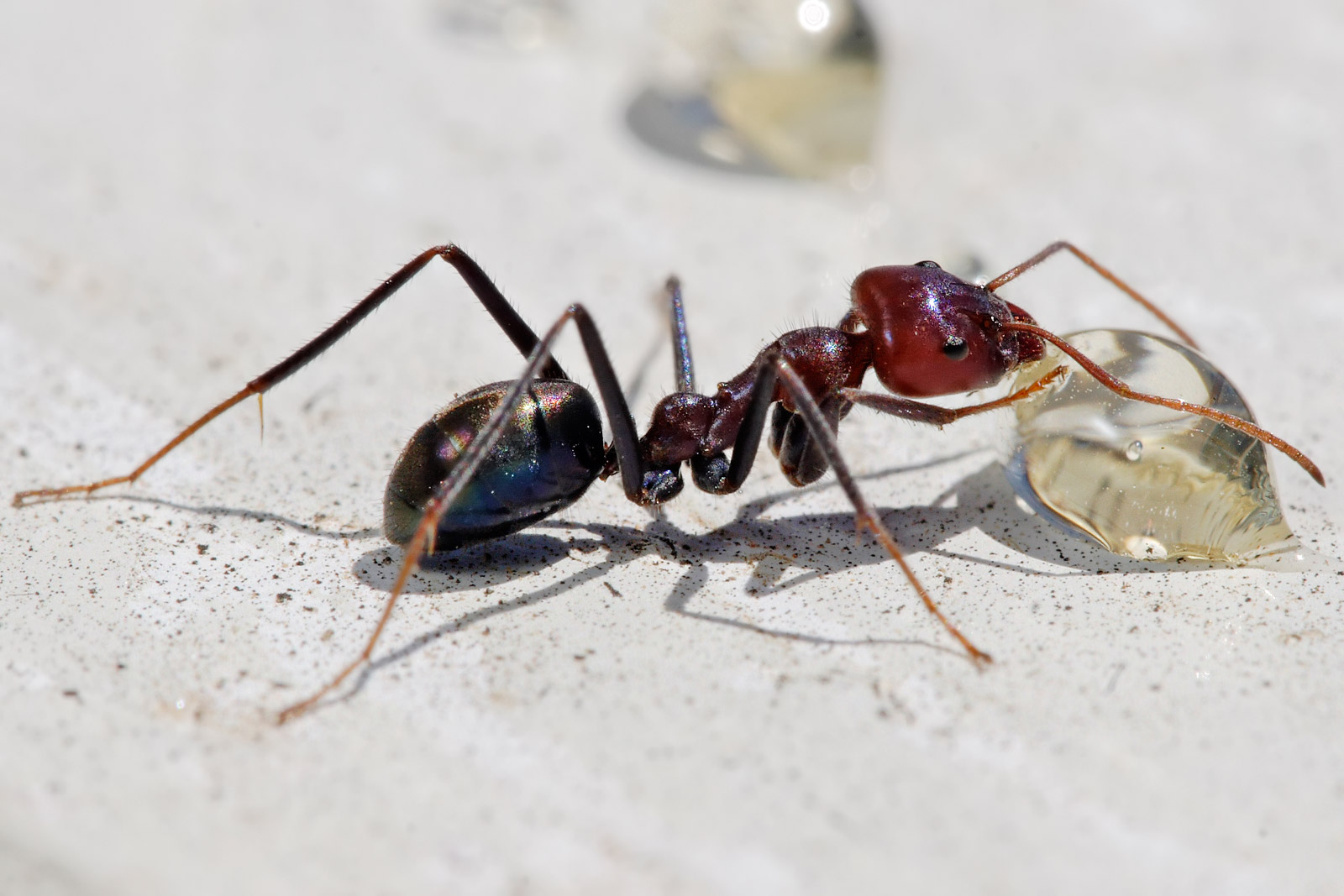
Las hormigas obreras de la carne (siempre hembras) están relacionados con madre o padre = 0.5, hermana + = 0.75, con hija o hijo = 0.5, con hermano = 0.25 ....... Por lo tanto, es más ventajoso ayudar a producir una hermana que a tener un hijo de uno mismo.

Los insectos eusociales pierden los derechos reproductivos a favor de su reina. Se ha sugerido que este comportamiento, con base en la composición genética de estos insectos trabajadores, puede predisponerlos a un comportamiento altruista. La mayoría de las sociedades de insectos eusociales tienen determinación sexual haplodiploide, lo que significa que los trabajadores están inusualmente estrechamente relacionados.
Sin embargo, esta explicación de la eusocialidad de los insectos ha sido cuestionada por algunos teóricos del juego evolutivo (Nowak y Wilson) que han publicado una teoría teórica alternativa basada en un desarrollo secuencial y efectos de selección de grupos propuestos para estas especies de insectos.

## El dilema del prisionero
Una dificultad de la teoría de la evolución, reconocida por el propio Darwin, era el problema del altruismo. Si la base de la selección está en el nivel individual, el altruismo no tiene ningún sentido. Pero la selección universal a nivel de grupo (por el bien de la especie, no del individuo) no pasa la prueba de las matemáticas de la teoría de juegos y ciertamente no es el caso general en la naturaleza. Sin embargo, en muchos animales sociales, existe un comportamiento altruista. La solución a esta paradoja se puede encontrar en la aplicación de la teoría evolutiva de los juegos al juego del dilema del prisionero, un juego que prueba los beneficios de cooperar o de desertar de la cooperación. Sin duda es el juego más estudiado en toda la teoría de juegos.
El caso a aplicar en la teoría evolutiva es el análisis del dilema del prisionero como un juego repetitivo. Esto ofrece a los competidores la posibilidad de tomar represalias por deserción en rondas anteriores del juego. Muchas estrategias han sido probadas; las mejores estrategias competitivas son la cooperación general con una respuesta de represalia reservada si es necesario. La más famosa y una de los más exitosas es el ojo por ojo con un algoritmo simple.
Ejemplo 1: el juego de dilema del prisionero sin repetición. Las recompensas clásicas del juego del dilema del prisionero le dan al jugador un pago máximo si él falla y su compañero coopera (esta elección se conoce como tentación). Sin embargo, si el jugador coopera y su compañero falla, obtiene el peor resultado posible. En estas condiciones de pago, la mejor opción (un equilibrio de Nash) es desertar.
Ejemplo 2: dilema del prisionero jugado repetidamente. La estrategia empleada es ojo por ojo que altera los comportamientos basados en la acción tomada por un compañero en la ronda anterior, es decir, recompensar la cooperación y castigar la deserción. El efecto de esta estrategia en el pago acumulado durante muchas rondas es producir una mayor rentabilidad para la cooperación de ambos jugadores y un pago menor por la deserción. Esto elimina la tentación de desertar, aunque los riesgos de una estrategia de deserción pura no se eliminan del todo.

## Rutas hacia el altruismo
El altruismo tiene lugar cuando un individuo, a un costo C para sí mismo, ejerce una estrategia que proporciona un beneficio B a otro individuo. El costo puede consistir en una pérdida de capacidad o recurso que ayuda en la batalla por la supervivencia y la reproducción, o un riesgo adicional para su propia supervivencia. Las estrategias de altruismo pueden surgir a través de:
| Tipo                                                                       | Aplicable a | Situación | Efecto matemático |
| -------------------------------------------------------------------------- | --- | --- | --- |
| Selection de parentesco - (aptitud inclusiva de concursantes relacionados) | Parentesco Individuos genéticamente relacionados | Los participantes del juego evolutivo son las estrategias de genes. La mejor recompensa para un individuo no es necesariamente la mejor recompensa para el gen. En cualquier generación, el gen del jugador NO está solo en un individuo, sino en un grupo de parentesco. La recompensa de aptitud más alta para el grupo se selecciona por selección natural. Por lo tanto, las estrategias que incluyen el autosacrificio por parte de los individuos a menudo son juegos ganadores: la estrategia evolutivamente estable. Los animales deben vivir en un grupo familiar durante parte del juego para tener la oportunidad de que este sacrificio altruista tenga lugar alguna vez.                          | La función de aptitud es la aptitud combinada de un grupo de concursantes relacionados, cada uno ponderado por el grado de relación, en relación con la población genética total. El análisis matemático de esta visión centrada en el gen conduce a la regla de Hamilton, que la relación del donante altruista debe superar la relación costo-beneficio del acto altruista en sí mismo: R > c / b R es relación, c el costo, b el beneficio |
| Reciprocidad directa                                                       | Competidores que intercambian favores en relaciones pareadas | Una encarnación teórica de juego de "Te rascaré la espalda si me rascas la mía". Un par de individuos intercambian favores en un juego de múltiples rondas. Los individuos son reconocibles entre sí como pareja. El término "directo" se aplica porque el favor de devolución se otorga específicamente solo a la pareja. | Las características del juego de múltiples rondas producen un peligro de deserción y los pagos potencialmente menores de la cooperación en cada ronda, pero cualquier deserción de este tipo puede llevar al castigo en la siguiente ronda, estableciendo el juego como un dilema repetido del prisionero. Por lo tanto, la familia de estrategias de ojo por ojo pasan a primer plano. |
| Reciprocidad indirecta                                                     | Los competidores relacionados o no relacionados intercambian favores pero sin asociarse. El favor de devolución es "implícito", pero sin una fuente específica identificada de que debe darse. | Este comportamiento es similar a "Te rascaré la espalda, rascarás la espalda de otra persona, otra persona rascará la mía (probablemente)". El favor de devolución no se deriva de ningún socio establecido particular. El potencial de reciprocidad indirecta existe para un organismo específico si vive en un grupo de individuos que pueden interactuar durante un período de tiempo prolongado. Se ha argumentado que los comportamientos humanos en el establecimiento del sistema moral, así como el gasto de energías significativas en la sociedad humana para rastrear la reputación individual es un efecto directo de la confianza de las sociedades en las estrategias de reciprocidad indirecta. | El juego es muy susceptible a la deserción, ya que la venganza directa es imposible. Por lo tanto, la reciprocidad indirecta no funcionará sin mantener un control de la valoración social, una medida del comportamiento cooperativo pasado. Las matemáticas conducen a una versión modificada de la Regla de Hamilton donde: q > c / b donde q (la probabilidad de conocer la valoración social) debe ser mayor que la relación costo-beneficio. Los organismos que usan valoración social se denominan discriminadores y requieren un nivel de cognición más alto que las estrategias de reciprocidad directa simple. Como dijo el biólogo evolutivo David Haig: "Para la reciprocidad directa necesitas una cara, para la reciprocidad indirecta necesitas un nombre". |

## La estrategia evolutivamente estable
La estrategia evolutivamente estable (ESS) es similar al equilibrio de Nash en la teoría clásica de juegos, pero con criterios matemáticamente extendidos. El equilibrio de Nash es un equilibrio de juego en el que no es racional que un jugador se desvíe de su estrategia actual. Una ESS aquí es un estado de dinámica de juego donde, en una gran población de competidores, otra estrategia  mutante no puede ingresar con éxito a la población para alterar la dinámica existente (que a su vez depende de la combinación de población). Por lo tanto, una estrategia exitosa (con una ESS) debe ser tanto efectiva contra los competidores como para defenderse. Esto a su vez significa que la estrategia debe ser exitosa cuando compite con otros exactamente como él mismo. [36] [37] [38]
Una ESS no es:
- Una estrategia óptima: que maximizaría la aptitud física, y muchos estados de ESS están muy por debajo de la capacidad física máxima que se puede lograr en un entorno de acondicionamiento físico.
- Una solución singular: a menudo pueden existir varias condiciones de ESS en una situación competitiva. Un concurso particular podría estabilizarse en cualquiera de estas posibilidades, pero luego una perturbación importante en las condiciones puede mover la solución a uno de los estados ESS alternativos.
- Siempre presente: es posible que no haya ESS. Un juego evolutivo sin ESS se encuentra en especies como la lagartija de manchas laterales (Uta stansburiana).
- Una estrategia inmejorable: la ESS es solo una estrategia indestructible.

El estado de ESS se puede resolver explorando la dinámica del cambio de población para determinar una ESS o resolviendo ecuaciones para las condiciones de punto estacionario estable que definen una ESS. [40] Por ejemplo, en el juego Halcón - Paloma podemos buscar si hay una condición de mezcla de población estática donde la aptitud de Paloma será exactamente la misma que la aptitud de Halcón (por lo tanto, ambos tienen tasas de crecimiento equivalentes, un punto estático).
Este ejemplo muestra que cuando los riesgos de lesión o muerte por competencia (el Costo C) es significativamente mayor que la recompensa potencial (el valor de beneficio V), la población estable se mezclará entre agresores y palomas, y la proporción de palomas será mayor que la de los agresores. Esto explica los comportamientos observados en la naturaleza.
Una variante es la estrategia llamada del Búho. Este "estudia a su oponente", comportándose como un Halcón cuando se compara con un oponente que juzga "más débil", y como una Paloma cuando el oponente parece más grande y más fuerte. La estrategia del Búho es una ESS, ya que puede invadir las poblaciones de Halcón y Paloma, y puede resistir la invasión de los mutantes Halcón o Paloma.

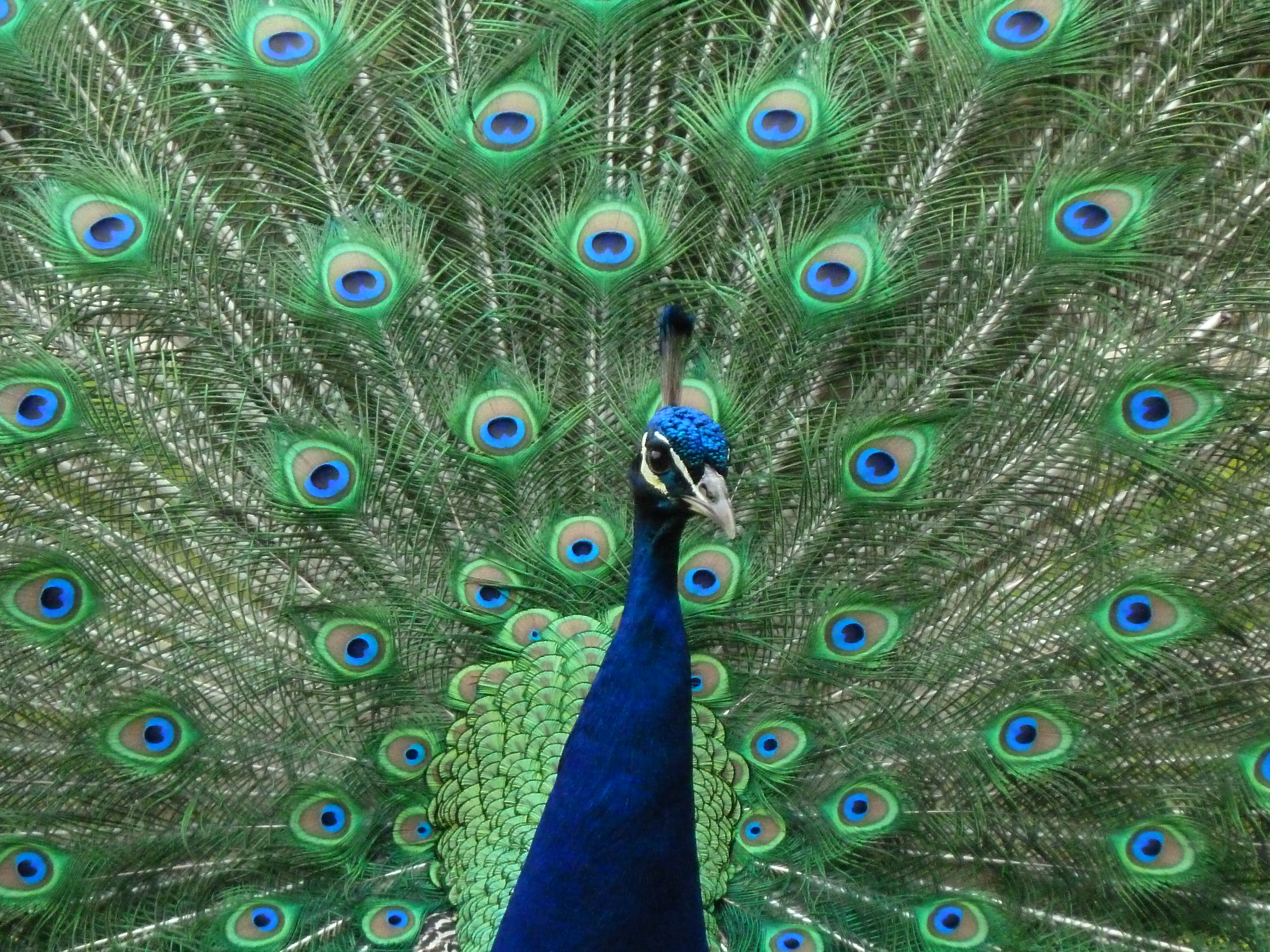
La cola del pavo real puede ser un ejemplo del principio del handicap

## Señalización, selección sexual y principio del handicap
Aparte de la dificultad de explicar cómo existe el altruismo en muchos organismos evolucionados, a Darwin también le preocupaba un segundo acertijo: ¿por qué un número significativo de especies tienen atributos fenotípicos que son evidentemente desventajosos para ellos con respecto a su supervivencia?, por ejemplo ¿La masiva estructura de plumas incómoda que se encuentra en la cola de un pavo real? Con respecto a este tema, Darwin escribió a un colega: "La visión de una pluma en la cola de un pavo real, cada vez que la miro, me enferma".

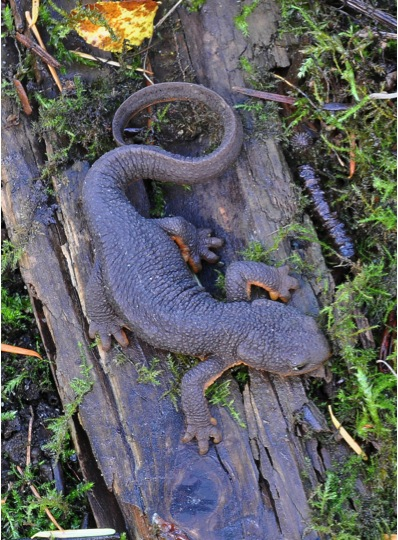
Coevolución competitiva: el tritón de piel rugosa (Tarricha granulosa) es altamente tóxico, debido a una carrera armamentista evolutiva con un depredador, la serpiente de liga común (Thamnophis sirtalis), que a su vez es muy tolerante con el veneno. Los dos están encerrados en una carrera de armamento de la Reina Roja.

Es la matemática de la teoría de juegos evolutiva, la que no solo ha explicado la existencia de altruismo sino que también explica la existencia totalmente contra intuitiva de la cola del pavo real y otros handicaps biológicos.
En el análisis, los problemas de la vida biológica no son en absoluto diferentes de los problemas que definen la economía: comer (relacionado con la adquisición y gestión de recursos), la supervivencia (estrategia competitiva) y la reproducción (inversión, riesgo y rendimiento). La teoría de juegos se concibió originalmente como un análisis matemático de los procesos económicos y, de hecho, esta es la razón por la cual ha demostrado ser tan útil para explicar tantos comportamientos biológicos. Un importante refinamiento adicional del modelo EGT que tiene connotaciones económicas se basa en el análisis de COSTS. Un simple modelo de costo supone que todos los competidores sufren la misma penalización impuesta por los costos del Juego, pero este no es el caso. Los jugadores más exitosos serán dotados o habrán acumulado una mayor "reserva de riqueza" o "asequibilidad" que los jugadores menos exitosos.
Este efecto riqueza en la teoría del juego evolutivo está representado matemáticamente por "potencial de retención de recursos (RHP)" y muestra que el costo efectivo para un competidor con un RHP más alto no es tan grande como para un competidor con un RHP más bajo. Como un individuo de RHP más alto es el compañero más deseable al producir descendientes potencialmente exitosos, es lógico que con la selección sexual RHP haya evolucionado para ser señalado de algún modo por los rivales competidores, y para que esto funcione, esta señalización debe hacerse honestamente. 
Amotz Zahavi ha desarrollado este pensamiento en lo que se conoce como el principio del handicap, donde los competidores superiores señalan su superioridad mediante una pantalla costosa. Como los individuos con RHP más altos pueden pagar adecuadamente una pantalla tan costosa, esta señalización es intrínsecamente honesta, y puede ser tomada como tal por el receptor de señal. En ninguna parte de la naturaleza esto está mejor ilustrado que en el magnífico y costoso plumaje del pavo real. La prueba matemática del principio de desventaja fue desarrollada por Alan Grafen utilizando un modelo evolutivo de teoría de juegos.

## Coevolución

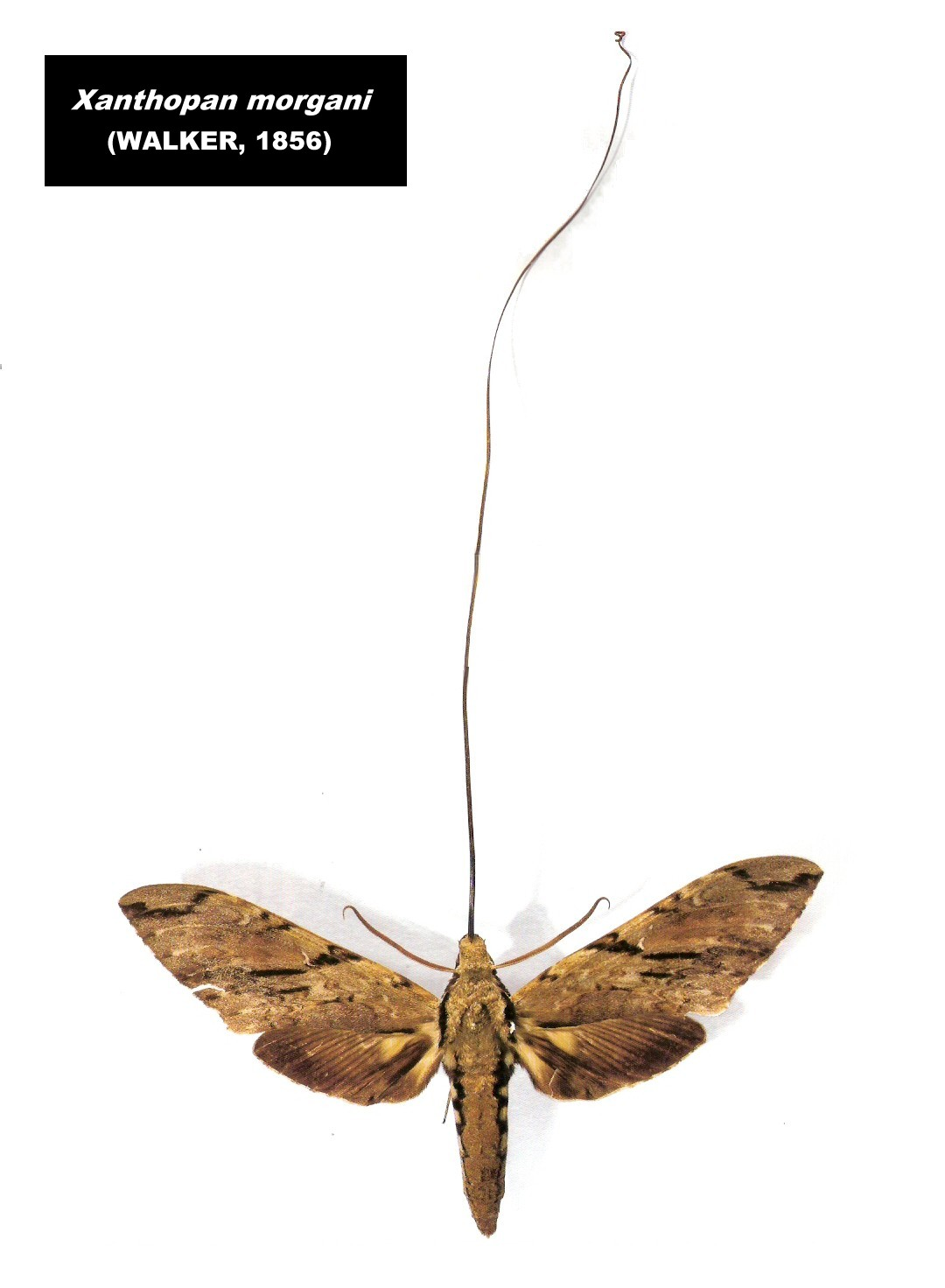
Coevolución mutualista: la orquídea de Darwin (Angraecum sesquipedale) y la mariposa La esfinge de Morgan (Xanthopan morgani) tiene una relación mutua en la que la polilla gana polen y la flor es polinizada.

Dos tipos de dinámicas se han discutido hasta ahora en este artículo:
- Juegos evolutivos que conducen a una situación estable o punto de éstasis para las estrategias contendientes que resultan en una estrategia evolutivamente estable
- Juegos evolutivos que exhiben un comportamiento cíclico (como en el juego Piedra-Papel-Tijera) donde las proporciones de las estrategias contendientes cambian continuamente a lo largo del tiempo dentro de la población general

Una tercera dinámica coevolutiva combina la competencia intraespecífica e interespecífica. Los ejemplos incluyen la competencia depredador-presa y la coevolución del parásito-huésped, así como el mutualismo. Se han creado modelos de juegos evolutivos para sistemas coevolucionarios por pares y multiespecíficos. La dinámica general difiere entre sistemas competitivos y sistemas mutualistas.
En un sistema coevolutivo inter-especies competitivo (no mutualista) las especies están involucradas en una carrera armamentista, donde las adaptaciones que son mejores para competir contra las otras especies tienden a ser preservadas. Tanto los pagos del juego como la dinámica del replicador reflejan esto. Esto lleva a una dinámica de Reina Roja en la que los protagonistas deben "correr tan rápido como puedan para quedarse solos en un lugar".
Se han producido varios modelos EGT para abarcar situaciones coevolutivas. Un factor clave aplicable en estos sistemas coevolutivos es la adaptación continua de la estrategia en tales carreras de armamentos. Por lo tanto, el modelado coevolutivo a menudo incluye algoritmos genéticos para reflejar los efectos mutacionales, mientras que las computadoras simulan la dinámica del juego coevolutivo general. La dinámica resultante se estudia a medida que se modifican varios parámetros. Debido a que varias variables están en juego simultáneamente, las soluciones se convierten en el campo de la optimización multivariable. Los criterios matemáticos para determinar los puntos estables son la eficiencia de Pareto y la dominancia de Pareto, una medida de los picos de optimalidad de la solución en sistemas multivariables.
Carl Bergstrom y Michael Lachmann aplican la teoría de juegos evolutiva a la división de beneficios en interacciones mutualistas entre organismos. Las suposiciones darwinianas sobre la aptitud física se modelan utilizando la dinámica del replicador para mostrar que el organismo que evoluciona a un ritmo más lento en una relación mutualista gana una proporción desproporcionadamente alta de los beneficios o recompensas.

## Teoría evolutiva de juegos en lingüística
Recientemente, Gerhard Jäger ha aplicado las ideas de la teoría evolutiva de juegos a la lingüística, explicando por qué, aun habiendo un gran número de posibilidades de marcaje de caso, la mayoría de lenguas se decantan entre unos pocos sistemas, probando que, en las lenguas con un orden básico muy libre, la estrategia óptima es un sistema de ergatividad escindida, mientras que, en lenguas con un orden de palabra muy rígido, el óptimo es el marcaje ocasional del acusativo o la ausencia total de caso (situación que se observa en las lenguas del mundo). Además, el esquema de Jäger muestra que las tipologías encontradas en las lenguas del mundo con mayor frecuencia corresponden a equilibrios de Nash, un juego en que tanto el hablante como el oyente tratan de maximizar el entendimiento mutuo.